# یواخیم ایک مایر
یواخیم ایک مایر (انگلیسی: Joachim Eickmayer؛ زادهٔ ۱۱ ژانویهٔ ۱۹۹۳) بازیکن فوتبال اهل فرانسه است.
از باشگاه‌هایی که در آن بازی کرده‌است می‌توان به باشگاه ورزشی آمیان و باشگاه فوتبال سوشو اشاره کرد.